# University of Salford
Die Universität Salford (engl.: University of Salford) ist eine staatliche Universität in der Stadt Salford nahe Manchester. Salford liegt in Greater Manchester im Nordwesten Englands.

## Geschichte

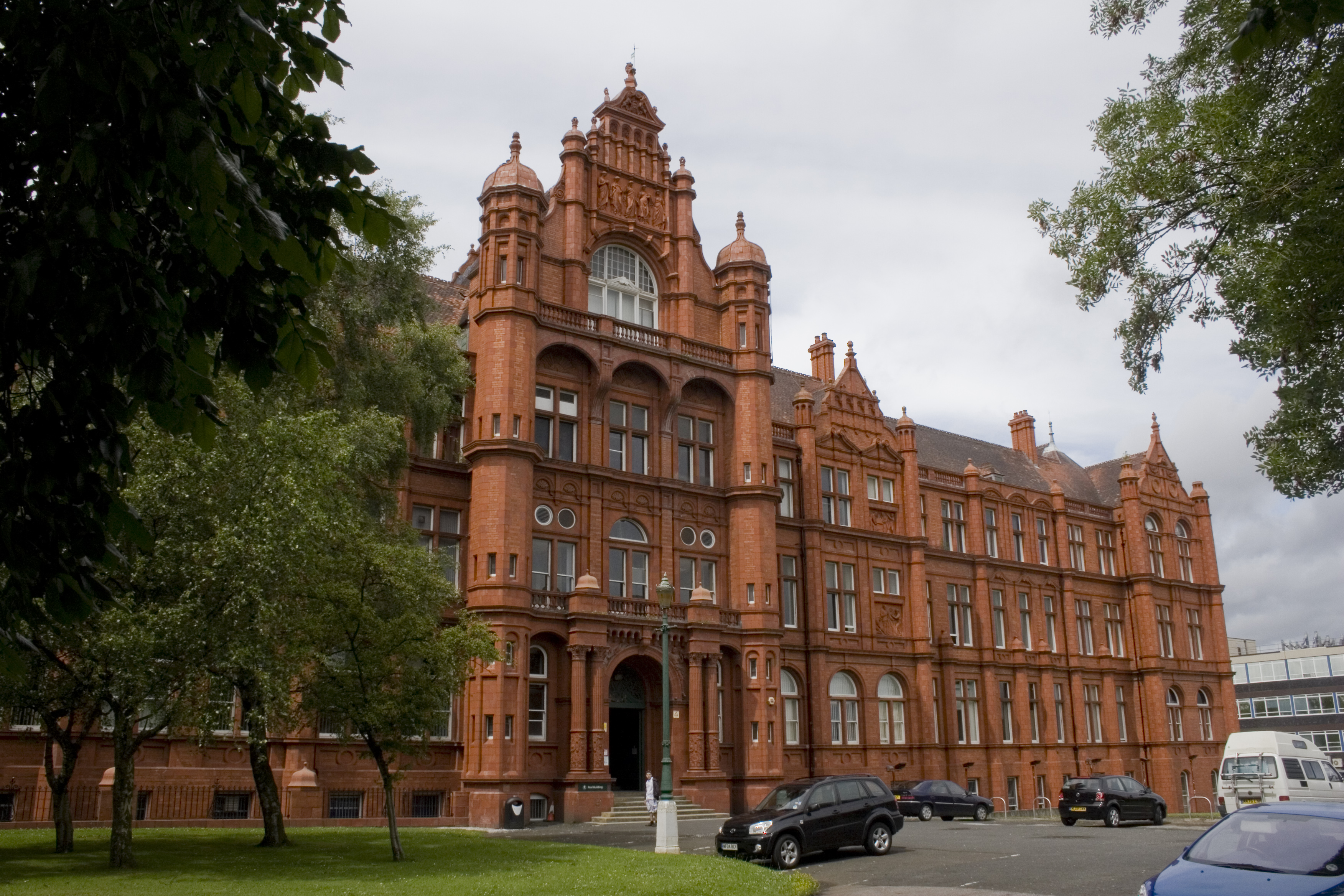
Das älteste Gebäude, seinerzeit für das Royal Technical Institute, nun das Peel Building

Die Ursprünge der Hochschule liegen in zwei technischen Schulen, im Pendleton Mechanics Institute von 1850 und im Salford Working Men's College von 1858. Diese wurden 1896 zum Royal Technical Institute in Salford zusammengeschlossen. Das Institut erhielt königliche Briefe des späteren Königs Georg V. Die Fächer waren vorwiegend technisches Ingenieurwesen, Chemie, Textil und Bauingenieurwesen.

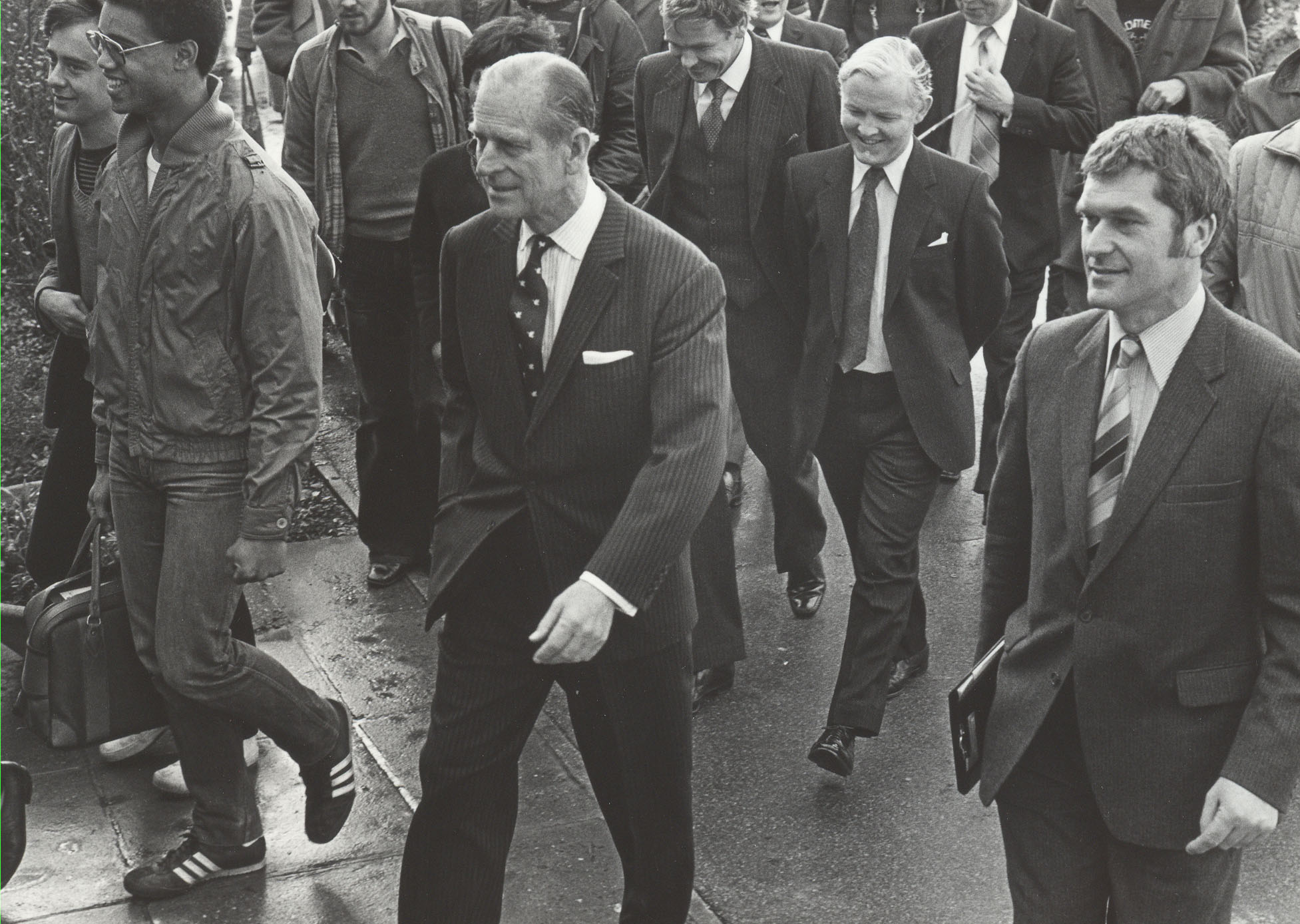
Prinz Philips Besuch 1981

1921 erhielt das Institut den Namen Royal Technical College, Salford. 1958 spaltete sich das Peel Technical College ab, ab 1961 Salford Technical College genannt und endlich 1992 University College Salford. Es kehrte 1996 in die nunmehrige Universität zurück.
Das Royal Technical College wurde ein Royal College of Advanced Technology. 1963 eröffnete der Robbins Report der Regierung den Weg zur Universitätsgründung als zeittypische „Flachglasuniversität“. Diese erfolgte am 10. Februar 1967 durch Königin Elisabeth II. Der erste Kanzler war Prinz Philip bis 1991.

## Bauten und Angebot

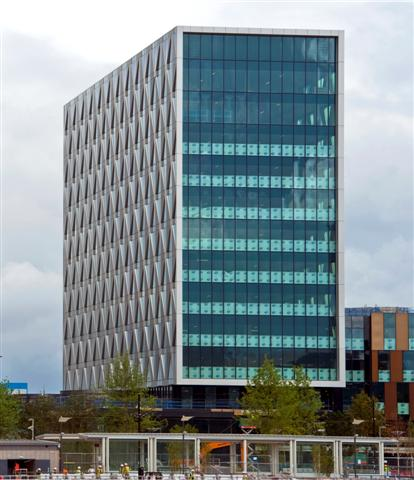
Neubau 2010

2010 eröffnete die Universität ein Lern-, Lehr- und Forschungszentrum in der MediaCityUK. Dort werden 39 undergraduate und postgraduate Programme angeboten.
Die Universität ist mit Stand 2021 in vier Fachbereiche (schools) eingeteilt:

- Künste, Medien und kreative Technologie (Salford School of Arts, Media and Creative Technology)
- Medizin und Gesellschaft (School of Health and Society)
- Wissenschaft, Ingenieurswesen und Umwelt (School of Science, Engineering and Environment)
- Wirtschaftswissenschaften (Salford Business School)

## Zahlen zu den Studierenden
Von den 21.500 Studenten des Studienjahrens 2019/2020 nannten sich 11.740 weiblich (54,6 %) und 9.730 männlich (45,3 %). 18.865 Studierende kamen aus England, 70 aus Schottland, 380 aus Wales, 205 aus Nordirland, 520 aus der EU und 1.430 aus dem Nicht-EU-Ausland. 17.325 der Studierenden strebten 2019/2020 ihren ersten Studienabschluss an, sie waren also undergraduates. 4.175 arbeiteten auf einen weiteren Abschluss hin, sie waren postgraduates. Davon waren 415 in der Forschung tätig.
2006/2007 waren etwa 20.000 Studenten eingeschrieben gewesen.